# Santa Elena (Philippines)
Pour les articles homonymes, voir Santa Elena.
Santa Elena est une municipalité de la province de Camarines Norte, aux Philippines.